# Argyrogrammana alstonii
Argyrogrammana alstonii är en fjärilsart som beskrevs av John Smart 1979. Argyrogrammana alstonii ingår i släktet Argyrogrammana och familjen Riodinidae. Inga underarter finns listade i Catalogue of Life.